# いきなりはっぴぃベル
『いきなりはっぴぃベル』は、2002年1月18日にTeriosより発売された美少女アドベンチャーゲームである。同年5月31日には、ファンディスク『はぴベルラヴ×2ハネムーン』が発売された。本編とファンディスクについて、合わせて記す。

## 概要
『いきなりはっぴぃベル』のゲームシステムは、途中の選択肢によって攻略ルートが分かれる、オーソドックスなアドベンチャーゲームとなっている。ヒロインによっては複数のエンディングが存在する。2008年にTeriosファンクラブ会員専用に発売された『新妻は魔法少女』は、この作品と共通の世界観となっており、数人のキャラクターが引き続き登場している。

## あらすじ
『いきなりはっぴぃベル』
一樹は平凡な学生だったが、別居していた父親・堅一が亡くなり、彼が残した莫大な借金のカタに自宅を追い出されてしまった。泣く泣く安アパートに引っ越した一樹だったが、アパートで待ち構えていたメイドの椎子が「旦那様からのプレゼントです」と告げ、突然５人の許嫁がやってきた。息子を心配した堅一が手配したもので、今週末の日曜日の結婚式までに５人の中から相手を選べというのだ。滅茶苦茶な話に憤る一樹だったが、椎子に泣き落とされて渋々受け入れ、かくして波乱の一週間が始まった。
『はぴベルラヴ×2ハネムーン』
Teriosの過去作品や一般常識に関するクイズゲームがあり、それをクリアすると各キャラクターとの新婚旅行などのアフターストーリーが見られる。その他、ミニゲーム、壁紙、スクリーンセーバーなどが収録されている。
なお、購入ユーザーやTeriosファンクラブ会員向けに後日配布されたアップデートディスク『もっとラヴ×2ハネムーン』をインストールすると、女性キャラの音声が追加され、クイズやゲームをクリアしなくても全てのストーリーやゲームなどがプレイ可能となる。

## 登場人物

### 主人公
安芸津 一樹（あきつ かずき）
※下の名前のみゲーム開始時に変更可能。
本作の主人公。聖エオリア学園2年生。本当の姓は「奥崎」だが、父・堅一と別居した母に女手一つで育てられたため、母方の「安芸津」姓を名乗っている（母は4年前に他界している）。堅一が亡くなり、彼が残した借金のために自宅を追い出され、築30年・家賃1万5千円のメゾン・神田川202号室に引っ越した。
突然許嫁が5人も押しかけてきたため、見ず知らずの父親の暴挙に腹を立てている。また、メイドの椎子の世話はありがたく思っているものの、六畳一間のアパートで同居することにも戸惑っている。

### ヒロイン
向坂 つぼみ（さきさか つぼみ）
声：木村あやか
学園2年生で一樹と同級。一樹の許嫁として田舎から上京してきて聖エオリア学園に転入し、メゾン・神田川の隣部屋・203号室に入った。田舎育ちで純朴な性格で、恋愛方面の事には過剰反応して真っ赤になってしまう。一樹とは最悪な出会いをし、顔を合わせる度にケンカばかりしている。極度の方向音痴で、よく買い物帰りに道に迷ってアパートに帰れなくなったりする。上京してすぐに財布を落としてしまい、料理が苦手なこともあって、昼は毎日わびしい弁当を食べている。
篠沢 花梨（しのざわ かりん）
声：秋野キノ子
学園2年生で一樹のクラスメイト。大きなリボンとポニーテールが目印。清純でお嬢様な雰囲気から学園のアイドル的存在で、これまで一樹とはろくに話した事が無かった。学園では京子・奈留・デリ子と仲良し4人組で行動することが多い。これまで「親の決めた許嫁がいるから」と数々の告白を断ってきたが、実は許嫁とは一樹のことだった。陸上部に所属する短距離ランナーで、一樹が話しかけようとすると鍛えた脚力で脱兎の如く逃げてしまう。
天国 宙（あまくに そら）
声：浅見ちほ
学園1年生。いわゆる”電波系”で、携帯へ電波を送受信したり、いつも抱えている人形「カッくん」と腹話術で会話するなど、特異な能力を持つ。一樹の許嫁になったのも、宇宙からの電波を受けたせいらしい。マイペースでぼそぼそしゃべり、つかみ所がない性格。超偏食で野菜がほとんど食べられず、そのせいかチビで歩くのが遅く、缶ジュースのプルタブすら開けられないほど非力。
パステーテ
声：北都南
北欧の小さな島国・クーヘン公国の第1皇女。許嫁として来日し、学園でも一樹と同じ教室で学んでいる。王族として恐ろしい程の自尊心を持ち、高飛車な態度で周囲を見下している。住まいは学園の校庭の隅に建てた革製のドームテント「ビスクヴィート要塞・日本出張所」で、ソルベット将軍や小柄なリッター（騎士）達が警護や身の回りの世話をしている。
後藤 美智子（ごとう みちこ）
声：海原エレナ
学園の社会科教師で倫理担当。27歳。一樹達のクラス担任が急に産休を取ってしまったため、新任教師だが担任代理となった。おっとり天然な性格で、厳しい所もあるが気さくで話しやすく、学生からも人気がある。適齢期を過ぎようとしていることにかなりあせっているが、結婚するなら頼りがいのある男性と思っており、許嫁の一樹には教師と生徒という立場ながらもかなり期待している。
『新妻は魔法少女』にも登場する（ただし、一樹と結婚できなかった設定での登場となる）。
三間坂 ちこり（みまさか ちこり）
声：須本彩奈
他校に通うチビな女の子。極度の人見知り。かつて堅一が引き取った養子で、三間坂の姓は運転手だった三間坂が育てていることによる。一樹の義理の妹に当たり、実は許嫁候補にも入っていた。本人は自分の生い立ちを知らず、一樹を本当の兄だと思っており、人懐っこく無邪気に甘えてくる。親友の朋乃にも、これまで毎日のように「王子様」として一樹の話を聞かせていた。
美智子までのヒロイン5人の攻略を終えることで攻略可能となる隠しヒロインである。
鷺ノ宮 椎子（さぎのみや しいこ）
声：高奈ゆか
奥崎家に仕えるメイド。堅一の遺言により、一樹の結婚と日常の世話のために住み込みメイドとしてやってきた。亡くなった堅一への忠誠心は深く、彼を思い出す度に涙ぐんでいる。しっかり者で家事の腕も完璧で、特売を狙って遠くのスーパーまで買い物に出かけたりする。メゾン・神田川の六畳一間で一樹と同居し、夜は押し入れの中で寝ている。
実は椎子も許嫁候補であり、上記のヒロイン全員の攻略を終えることで初めて明かされる、最後の攻略ヒロインである。

### サブキャラクター
佐々木 京子（ささき きょうこ）
声：北都南
学園2年生で、一樹達のクラス委員。周囲を鋭く分析し、時には細かな策略も繰り出す才女。
『新妻は魔法少女』にも登場する。
乱葉 奈留（らんば なる）
声：つるた陽美
学園2年生で、一樹達と同級。チビだが体育会系で運動が得意。
『新妻は魔法少女』にも登場する。
ラブ 佐池 デリ子（らぶ さいけ でりこ）
声：海原エレナ
学園2年生で、一樹達と同級。帰国子女のハーフで、「～でそうろう」「～でござる」などと英語混じりのおかしな日本語で下ネタを連発する。
『新妻は魔法少女』にも登場する。
京子・奈留・デリ子の3人は花梨と共に仲良し4人組として行動することが多く、花梨に近づく一樹を敵視して邪魔しようとする。
藤咲 朋乃（ふじさき ともの）
声：平野響子
ちこりのクラスメートで親友。ちこりと逆に物怖じしないしっかり者。いつもぽやっとしているちこりを、保護者のように面倒を見ている。
後藤 智之介（ごとう とものすけ）
声：邪封淋
美智子の父。娘の許嫁である一樹の顔を見に田舎から上京してきた。ズングリムックリな体型で、「～だば」と語尾に付けてしゃべる。下ネタ好きで、かつて覗きの技術において「西の虎」と呼ばれていたらしい。（ちなみに堅一は「東の龍」）
ソルベット将軍
声：中央不敗
クーヘン王国・第三宮廷騎士団の団長で、身長230cmを越える初老の大男。部下の騎士達と共にパステーテを護衛している。
奥崎 堅一（おくざき けんいち）
声：体田肉男
一樹の父親。一代で巨万の富を築いた資産家だったが、莫大な借金を残して亡くなり、一樹のことをメイドの椎子に託した。実はどうしようもないスケベで、覗きの技術にかけては後藤智之介と双璧を成し、「東の龍」という（悪い意味での）異名を持っていた。

## スタッフ
- 原画 - 横田守、土代昭治
- シナリオ - 林ふみと、佐野一馬
- ディレクター - 政木亮

## 主題歌
オープニングテーマ「見つめていたい」
作詞 - 舞遊 / 作曲 - 伴増夫 / 歌 - 中山マミ
エンディングテーマ「手をつなぎながら」
作詞・作曲・編曲 - 衣笠道男 / 歌 - 中山マミ

## 関連商品

### ゲーム
宅配メイド椎子さん
2003年5月28日より、Teriosファンクラブ会員専用ソフトとして無料配布された。本作品のメイド・鷺ノ宮椎子が、ユーザーの元へ一週間派遣されるストーリー。
宅配メイド椎子＆のの
2008年6月14日より、Teriosファンクラブ会員専用ソフトとして無料配布された。本作品のメイド・鷺ノ宮椎子と、新人メイド・のの（『はっぴぃプリンセス』のキャラクター）が、ユーザーへの感謝・奉仕と研修訓練のため、ユーザーの元へ派遣されるストーリー。

### 書籍
いきなりはっぴぃベル ビジュアルファンブック
2002年4月26日発売。販売元：エンターブレイン。ISBN 4-7577-0872-6
イラストギャラリー、キャラクター紹介、攻略フローチャート、制作者インタビューなどを収録。
いきなりはっぴぃベル 設定原画集
2002年4月22日発売。販売元：コンパス。

### CD
主題歌マキシシングル 「見つめていたい」
2002年1月18日発売。販売元：ムービック。
主題歌2曲を収録。
サウンドトラック「いきなりはっぴぃベル サウンドパーティ」
2002年4月26日発売。販売元：ムービック。
主題歌2曲、BGM全曲、オリジナルミニドラマ3編を収録。
テリオスキャラクターCDコレクション Vol.4 「三間坂ちこり＆藤咲朋乃」
販売元：Terios。
2人のキャラクターソング、メッセージ、オリジナルミニドラマ「今夜はナイショのパジャマパーティ」を収録。